# Bez újmy na obecnosti
Bez újmy na obecnosti (BÚNO) je v matematice ustálený obrat používaný zejména v důkazech. Obvykle je používán v situacích, kdy se důkaz rozpadá na několik případů, které lze dokázat stejným či obdobným způsobem (například díky symetrii), a mluvčí touto frází dává najevo, že když si vybere a dokáže jeden z nich, dokáže tím vlastně zároveň i všechny ostatní a tím dokončí i důkaz jako celek.

## Příklad
Bolzanova věta z reálné analýzy říká, že je-li funkce {\displaystyle f(x)} spojitá na uzavřeném intervalu {\displaystyle \langle a,b\rangle } a {\displaystyle f(a)\cdot f(b)<0}, pak existuje alespoň jeden bod {\displaystyle c\in (a,b)} takový, že {\displaystyle f(c)=0}.
Důkaz může začínat:
Z {\displaystyle f(a)} · {\displaystyle f(b)<0} vyplývá, že {\displaystyle f(a)} a {\displaystyle f(b)} jsou nenulové a mají opačná znaménka. Bez újmy na obecnosti předpokládejme, že {\displaystyle f(a)<0} a {\displaystyle f(b)>0}.....
a následuje už jen důkaz tohoto případu. Je totiž zjevné, že v druhém případě stačí takový důkaz aplikovat na funkci {\displaystyle g=-f}, která je rovněž spojitá na daném intervalu, nabývá hodnoty nula ve stejných bodech a splňuje {\displaystyle g(a)<0} a {\displaystyle g(b)>0}.